# Wereldkampioenschap wegrace 1997
Het wereldkampioenschap wegrace seizoen 1997 was het 49e in de geschiedenis van het door de FIM georganiseerde wereldkampioenschap wegrace.

## Kalender
| Ronde | Datum        | Grand Prix              | Locatie        | Winnaar 125 cc  | Winnaar 250 cc | Winnaar 500 cc | Verslag |
| ----- | ------------ | ----------------------- | -------------- | --------------- | -------------- | -------------- | ------- |
| 1     | 13 april     | GP van Maleisië         | Shah Alam      | Valentino Rossi | Max Biaggi     | Mick Doohan    | Verslag |
| 2     | 20 april     | GP van Japan            | Suzuka         | Noboru Ueda     | Daijiro Kato   | Mick Doohan    | Verslag |
| 3     | 4 mei        | GP van Spanje           | Jerez          | Valentino Rossi | Ralf Waldmann  | Àlex Crivillé  | Verslag |
| 4     | 18 mei       | GP van Italië           | Mugello        | Valentino Rossi | Max Biaggi     | Mick Doohan    | Verslag |
| 5     | 1 juni       | GP van Oostenrijk       | A1-Ring        | Noboru Ueda     | Olivier Jacque | Mick Doohan    | Verslag |
| 6     | 8 juni       | GP van Frankrijk        | Paul Ricard    | Valentino Rossi | Tetsuya Harada | Mick Doohan    | Verslag |
| 7     | 28 juni      | TT Assen                | Assen          | Valentino Rossi | Tetsuya Harada | Mick Doohan    | Verslag |
| 8     | 6 juli       | GP van Imola            | Imola          | Valentino Rossi | Max Biaggi     | Mick Doohan    | Verslag |
| 9     | 20 juli      | GP van Duitsland        | Nürburgring    | Valentino Rossi | Tetsuya Harada | Mick Doohan    | Verslag |
| 10    | 3 augustus   | GP van Rio de Janeiro   | Rio de Janeiro | Valentino Rossi | Olivier Jacque | Mick Doohan    | Verslag |
| 11    | 17 augustus  | GP van Groot-Brittannië | Donington      | Valentino Rossi | Ralf Waldmann  | Mick Doohan    | Verslag |
| 12    | 31 augustus  | GP van Tsjechië         | Brno           | Noboru Ueda     | Max Biaggi     | Mick Doohan    | Verslag |
| 13    | 14 september | GP van Catalonië        | Catalunya      | Valentino Rossi | Ralf Waldmann  | Mick Doohan    | Verslag |
| 14    | 28 september | GP van Indonesië        | Sentul         | Valentino Rossi | Max Biaggi     | Tadayuki Okada | Verslag |
| 15    | 5 oktober    | GP van Australië        | Phillip Island | Noboru Ueda     | Ralf Waldmann  | Àlex Crivillé  | Verslag |